# Edgaras Utkus
Edgaras Utkus est un footballeur international lituanien né le 22 juin 2000 à Radviliškis. Il évolue au poste de milieu défensif ou de défenseur central au Cercle Bruges.

## Biographie

### En club
Il rejoint l'AS Monaco en janvier 2018 avant de signer son premier contrat professionnel en août 2019.
Le 20 juillet 2021, il s'engage pour deux ans avec le Cercle Bruges.

### En sélection
Avec les moins de 17 ans, il marque un but contre l'Ukraine en septembre 2016. Ce match nul (1-1) rentre dans le cadre des éliminatoires du championnat d'Europe 2017.
Avec les moins de 19 ans, il inscrit trois buts lors de matchs amicaux, contre la Lettonie, l'Estonie et la Russie.
Avec les espoirs, il inscrit un but le 12 octobre 2018, contre les îles Féroé. Ce match nul (2-2) rentre dans le cadre des éliminatoires de l'Euro espoirs 2019.
Il fête sa première sélection avec la Lituanie le 11 novembre 2020 lors d'une victoire 2-1 en amical contre les îles Féroé.

## Statistiques détaillées

### Parcours amateur
| Saison                | Club                  | Championnat           | Championnat | Championnat | Coupe(s) nationale(s) | Coupe(s) nationale(s) | Compétition(s) continentale(s) | Compétition(s) continentale(s) | Compétition(s) continentale(s) | Lituanie | Lituanie | Total | Total |
| Saison                | Club                  | Division              | M.          | B.          | M.                    | B.                    | Comp.                          | M.                             | B.                             | M.       | B.       | M.    | B.    |
| 2017-2018             | AS Monaco B           | N2                    | -           | -           | -                     | -                     | UYL                            | -                              | -                              | -        | -        | 0     | 0     |
| 2018-2019             | AS Monaco B           | N2                    | -           | -           | -                     | -                     | UYL                            | 1                              | 0                              | -        | -        | 1     | 0     |
| 2019-2020             | AS Monaco B           | N2                    | 3           | 0           | -                     | -                     | -                              | -                              | -                              | -        | -        | 3     | 0     |
| 2020-2021             | AS Monaco B           | N2                    | 5           | 0           | -                     | -                     | -                              | -                              | -                              | 2        | 0        | 7     | 0     |
| Total sur la carrière | Total sur la carrière | Total sur la carrière | 8           | 0           | -                     | -                     | -                              | 1                              | 0                              | 2        | 0        | 11    | 0     |

### Parcours professionnel
| Saison                | Club                  | Championnat           | Championnat | Championnat | Coupe(s) nationale(s) | Coupe(s) nationale(s) | Compétition(s) continentale(s) | Compétition(s) continentale(s) | Compétition(s) continentale(s) | Lituanie | Lituanie | Total | Total |
| Saison                | Club                  | Division              | M.          | B.          | M.                    | B.                    | Comp.                          | M.                             | B.                             | M.       | B.       | M.    | B.    |
| 2021-2022             | Cercle Bruges KSV     | Jupiler Pro League    | 24          | 3           | 1                     | -                     | -                              | -                              | -                              | -        | -        | 25    | 3     |
| Total sur la carrière | Total sur la carrière | Total sur la carrière | 0           | 0           | 0                     | 0                     | -                              | 0                              | 0                              | 0        | 0        | 0     | 0     |

### Liste des matches internationaux
| Matches internationaux de Edgaras Utkus | Matches internationaux de Edgaras Utkus | Matches internationaux de Edgaras Utkus | Matches internationaux de Edgaras Utkus | Matches internationaux de Edgaras Utkus | Matches internationaux de Edgaras Utkus | Matches internationaux de Edgaras Utkus                              |
|                                         | Date                                    | Lieu                                    | Adversaire                              | Résultat                                | Compétition                             | Notes                                                                |
| --------------------------------------- | --------------------------------------- | --------------------------------------- | --------------------------------------- | --------------------------------------- | --------------------------------------- | -------------------------------------------------------------------- |
| 1.                                      | 11 novembre 2020                        | Stade LFF, Vilnius, Lituanie            | Îles Féroé                              | 2 - 1                                   | Match amical                            | Entré en jeu à la place de Linas Mėgelaitis à la 68e minute de jeu.  |
| 2.                                      | 15 novembre 2020                        | Stade Dinamo, Minsk, Biélorussie        | Biélorussie                             | 2 - 0                                   | Ligue des nations 2020-2021             | Titulaire et remplacé par Daniel Romanovskij à la 75e minute de jeu. |